# Feröer sportélete

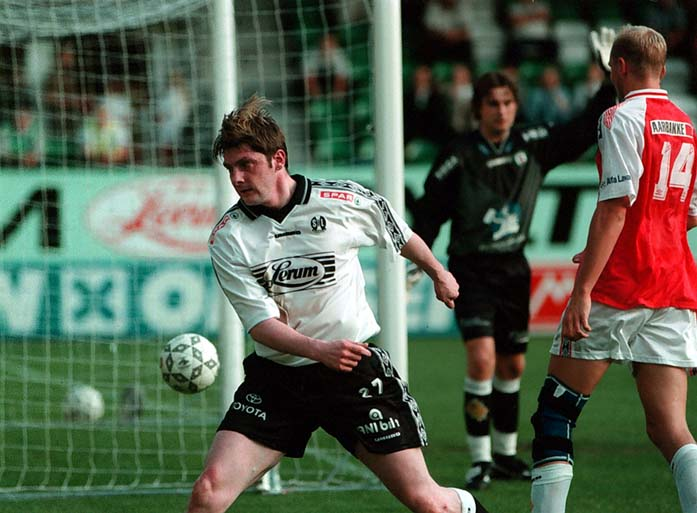
Kurt Mørkøre, a Sogndal egykori játékosa

Több mint 13 000 feröeri sportol aktívan egyesületben. A labdarúgás és az evezés mellett főként a teremsportok örvendenek nagy népszerűségnek, mindenekelőtt a kézilabda, a röplabda és az úszás. Egyesületi keretben a következő sportágak gyakorlására van még lehetőség: torna, tollaslabda, lovaglás, asztalitenisz, könnyűatlétika és cselgáncs; mindegyiket legalább százan űzik a szigeteken.
Feröer nem tagja a Nemzetközi Olimpiai Bizottságnak, így versenyzőinek dán színekben kell kvalifikálniuk magukat, ha indulni szeretnének az olimpián. Az ország törekszik a NOB-tagságra, de 1984-ben benyújtott tagsági igényét máig sem bírálták el, így egyelőre még csak paralimpiai játékokon indulhat. Olimpiai országkódja: FRO.
Minden idők legnagyobb feröeri sportsikereinek tartják Pál Joensen ezüstérmét a 2010-es budapesti úszó EB-n, valamint a labdarúgó-válogatott Ausztria elleni 1:0 győzelmét 1990-ben, Landskronában.

## Evezés

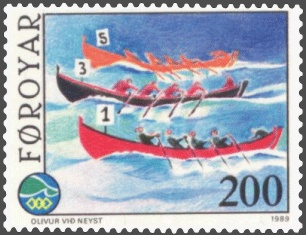
Evezős verseny

Feröer nemzeti sportja az evezés hagyományos, hat-tíz evezős feröeri csónakokkal. A szezon rövid; az általában 1000 vagy 2000 méteres versenyeket változó körülmények között, gyakran részben a nyílt tengeren rendezik. A bajnokságot június elején kezdik, az év fénypontja a Tórshavnban július 28-án, Ólavsøka ünnepén megrendezett döntő. Ebből az alkalomból osztják ki hat kategóriában az országos bajnoki címet. A döntőt általában számos ember kíséri figyelemmel, különösen a férfi tízevezős versenyt.
A 2008. évi nyári olimpiai játékokon a dán női könnyűsúlyű kétpárevezős egység tagjaként indult Katrin Olsen, aki Juliane Elander Rasmussennel a B-döntőt megnyerve a 7. helyen végzett. Olsen ebben a számban egy világbajnoki bronzérmet és könnyűsúlyú négypárevezésben két ezüstérmet is magáénak tudhat.

## Labdarúgás

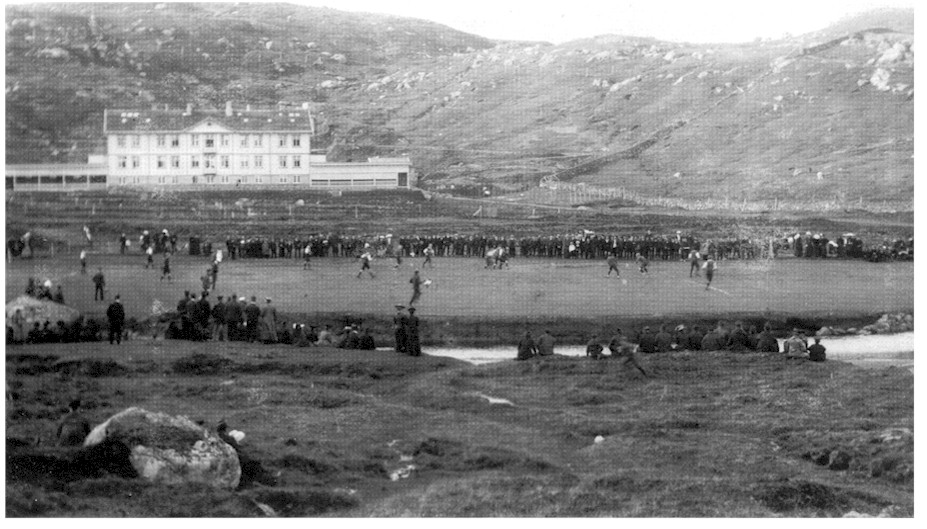
Labdarúgómeccs 1909-ben Tórshavnban

A labdarúgás Feröer legnépszerűbb sportja, még a nemzeti sportnak számító evezést is megelőzve. Az első osztályú mérkőzések átlagnézőszáma a feröeri lakosság 10,22%-át teszi ki, ezzel az ország világelső a sportág népszerűségét tekintve. Az első csapatot, a TB Tvøroyrit 1892-ben alapították. 1904-ben követte a HB Tórshavn és a KÍ Klaksvík, a legsikeresebb és legnépszerűbb csapatok, örök ellenfelek.
A feröeri labdarúgó-bajnokság első osztálya a 10 csapatos, tavaszi-őszi lebonyolítású Vodafonedeildin. A kupa, a Løgmanssteypið küzdelmei márciusban kezdődnek, a döntőt pedig Ólavsøka napján, július 29-én rendezik a tórshavni Gundadalur Stadionban. Jelenleg két, nemzetközi mérkőzésekre használt füves pálya mellett a bajnokságot szinte kizárólag műfüves pályákon játsszák.
Feröer nemzeti labdarúgó-szövetsége a Feröeri labdarúgó-szövetség (Fótbóltssamband Føroya, FSF). A szövetséget 1979-ben alapították. 1988-ban lett a FIFA, 1990-ben pedig az UEFA tagja. Történelmi eredménynek számít a Feröeri labdarúgó-válogatott 1990-es történelmi, 1:0-s Ausztria elleni győzelme Landskronában. Nemzetközi szinten is sikeres játékosnak tekinthető Gunnar Nielsen, az első feröeri játékos, aki pályára lépett a Premier League-ben.

## Úszás

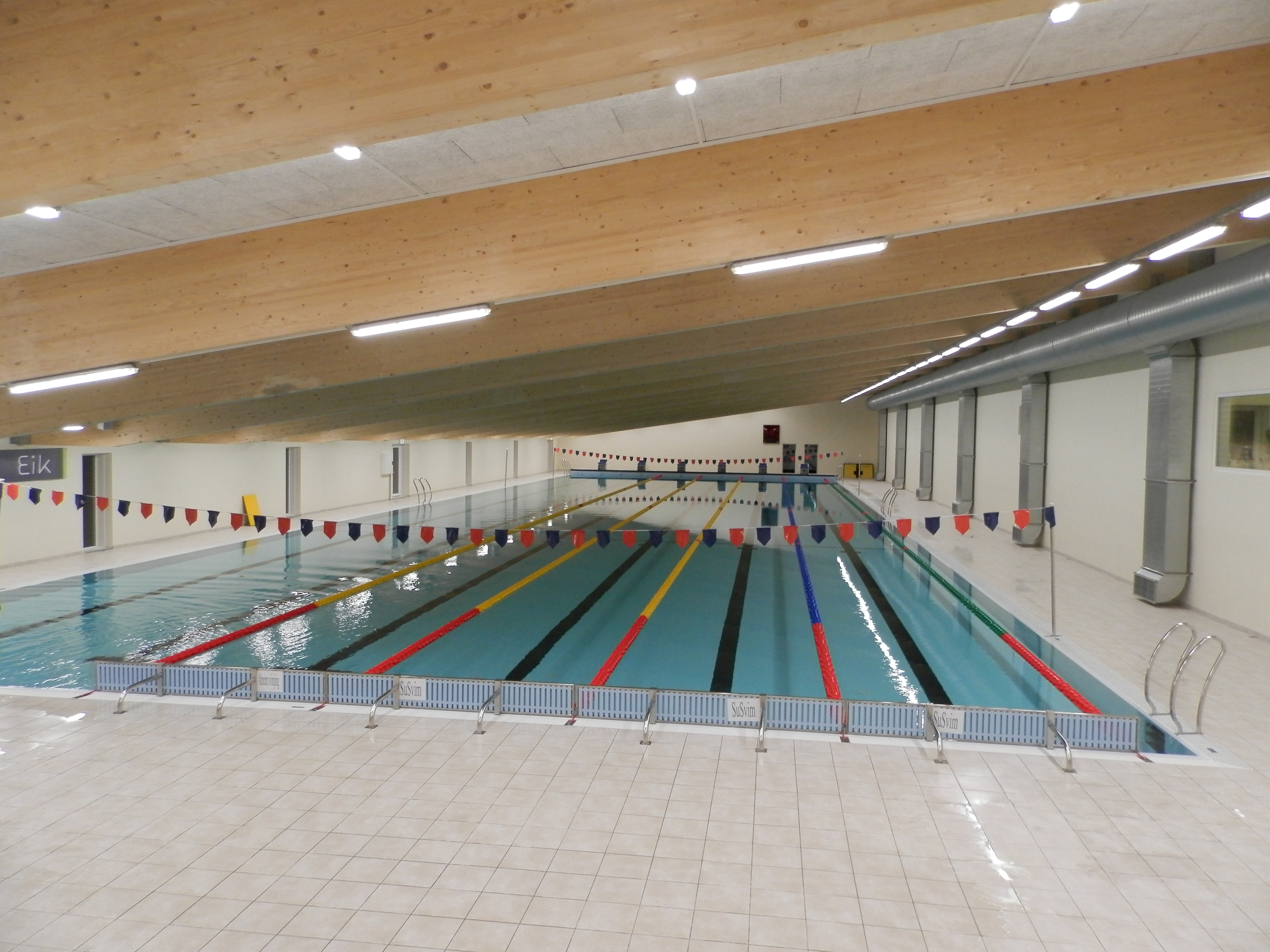
A Páls Høll 50 m-es versenymedencéje

Az 1988. évi nyári paralimpiai játékokon Szöulban Feröer négy úszónője hét érmet szerzett (közte egy aranyat) összesen tizenkét versenyszámban. Christina Næss egyben a 100 méteres hátúszás világcsúcsát is megdöntötte a C3-as kategóriában, 400 méter gyorson pedig ezüstöt szerzett. Az 1992-es játékokon Barcelonában Tóra við Keldu megismételte saját négy évvel korábbi teljesítményét, és másodszor is ezüstérmet szerzett 100 gyorson. A 2000-es játékok (Sydney) éremtáblázata négy feröeri érmet mutat – mind a négyet Heidi Andreasen szerezte, akit 2002-ben a világon az év fogyatékkal élő sportolójának választottak.
A feröeri úszósport nagy reménysége Pál Joensen, aki a 2008-as belgrádi ifjúsági úszó Európa-bajnokságon három aranyérmet nyert, köztük az egyiket korosztályos Európa-csúccsal. A 2010-es budapesti felnőtt EB-n szerzett ezüstérme minden idők legnagyobb feröeri sportsikere volt. A Kringvarp Føroya 2007-ben, 2008-ban és 2009-ben is az év feröeri sportolójának választotta. Mindezt egy 25 méteres uszodában edzve érte el, Feröeren ugyanis ennél hosszabb nem volt. Azóta elkészült és 2015. október 17-én átadásra került a váguri Páls Høll vízisportközpont, amelyben egy 50 m-es uszoda is található.

## Sakk
A sakk évszázados hagyományokkal rendelkezik: régi szerzők is említik az itteni sakkozókat, akik  a bábukat nagy szeretettel faragták ki, és mindegyiknek saját nevet adtak. Az országos bajnokságok éppoly nagy megbecsülésnek örvendenek, mint Izlandon. 2007 elején 326 sakkozót jegyeztek a hivatalos ranglistán.
Az első feröeri születésű sakkozó, aki nemzetközi mester címet kapott, John Arni Nilssen volt 2006 januárjában. Helgi Dam Ziska 2006. március 6-án legyőzte az 1993-ban világbajnoki döntős holland nagymestert, Jan Timmant, az év végén pedig már ő vezette a feröeri ranglistát. 2007-ben ő is nemzetközi mester lett.
A sakkszövetség az elmúlt években az ifjúsági sportra fókuszált; 2004-ben indították el az iskolai sakkozást támogató programjukat.